# ERC32
ERC32は、耐放射線仕様の32ビットRISCプロセッサー(SPARC V7仕様に基づく)であり、宇宙での利用のために開発された。
Temicにより開発された。
TemicはAtmelに買収され、後にAtmelはマイクロチップに買収された。
ERC32は、ロシア軌道セグメントのDMS-R (データ・マネジメント・システム - ロシア)コンピューターに利用され、誘導、航法、制御、搭乗の各システムと、国際宇宙ステーション全体を制御するサブシステム、その他の重要なタスクを担当している。
VHDLモデルがGNU Lesser General Public Licenseの下で配布されている。

## バージョン
以下の2つのバージョンが製造された。
- ERC32チップセット(部品番号: TSC691、TSC692、TSC693)
- ERC32シングルチップ(部品番号: TSC695)

## サポート
チップセットバージョンのERC32のサポートは終了している。

## 参照
1. ↑  ERC32 VHDL models user’s manual, Version 1.0 (October 1996)